# Open Up and Bleed
Open Up and Bleed – szósty album amerykańskiej grupy The Stooges wydany w 1995. Płyta ukazała się na rynku w dwóch wersjach.

## Lista utworów

### Wersja 1
1. "Rubber Legs"
2. "Open Up And Bleed"
3. "Johanna"
4. "Cock In My Pocket"
5. "Head On"
6. "Cry For Me"
7. "Rich Bitch"
8. "Wet My Bed"
9. "I Got Nothing"
10. "Heavy Liquid"/"New Orleans"
11. "She Creatures of the Hollywood Hills"
12. "Rubber Legs" (Version 2)

### Wersja 2
1. "Death Trip"
2. "Head On"
3. "Rubber Legs"
4. "Radio Advertisement"
5. "Raw Power"
6. "I am a Man"
7. "Ballad of Hollis Brown"
8. "Open Up and Bleed"
9. "Johanna"
10. "Purple Haze"
11. "I’m So Glad"

## Skład
- Iggy Pop – wokal
- Ron Asheton – gitara basowa
- James Williamson – gitara
- Scott Asheton – perkusja
- Scott Thurston – klawisze